# 1773
1773 (MDCCLXXIII) fue un año común comenzado en viernes según el calendario gregoriano.

## Acontecimientos
- sin fecha: en Gema del Vino (Zamora) La familia Jambrina construye su casa familiar
- 12 de enero: en Charleston (Carolina del Sur) se inaugura el primer museo estadounidense abierto al público.
- 17 de enero: el capitán James Cook se convierte en el primer explorador europeo en cruzar el círculo polar ártico.
- 8 de mayo: Alí Bey muere tras una escaramuza con rebeldes otomanos.
- 21 de julio: el papa Clemente XIV ordena la disolución de la Compañía de Jesús.
- 29 de julio Un terremoto de 7,5  sacude Ciudad de Guatemala, Guatemala, causando gran destrucción y un saldo de 600 muertos.
- 14 de octubre: el Commonwealth polaco-lituano crea la Komisja Edukacji Narodowej (Comisión de Educación Nacional), considerada como el primer Ministerio de Educación en la historia de la humanidad.
- 17 de diciembre: en Boston (EE. UU.) se produce el Boston Tea Party (Motín del Té). Es arrojado al mar el cargamento de tres barcos. El gobierno británico cierra el puerto y proclama el estado de excepción. [1]

## Arte y literatura
- Goethe: Fausto.

## Música
- Haydn compone las Sinfonías 45, 46, 47 y 49 (La Pasión).
- Mozart compone la Sinfonía n.º 25 y 24, además estrena su ópera Lucio Silla.

## Nacimientos

### Enero
- 29 de enero: Friedrich Mohs, geólogo y mineralogista alemán (f. 1839).

### Febrero
- 9 de febrero: William Henry Harrison, político, militar estadounidense y 9° presidente durante 1841 (f. 1841).

### Marzo
- 16 de marzo: Juan Ramón Balcarce, político, militar y gobernador de la provincia de Buenos Aires (f. 1836). [2]

### Abril
- 19 de abril: Josefa Ortiz de Domínguez, insurgente mexicana (f. 1829).

### Mayo
- 3 de mayo: Giuseppe Acerbi, Explorador y Naturalista italiano. (f. 1846).

### Junio
- 13 de junio: Thomas Young, físico, médico y egiptólogo británico (f. 1829).

### Agosto
- 22 de agosto: Aimé Bonpland, naturalista, médico y botánico francés (f. 1858).

### Diciembre
- 21 de diciembre: Robert Brown, botánico británico (f. 1858).

### Desconocido
- Ignacio López Rayón, insurgente mexicano (f. 1832).

## Fallecimientos
- 13 de marzo: Philibert Commerson, naturalista francés (n. 1727).
- Jorge Juan y Santacilia, marino y científico español (n. 1713).
- Ludwig van Beethoven, abuelo del compositor alemán del mismo nombre (n. 1712).
- Aproximadamente 500 personas tras los Terremotos de Santa Marta en Santiago de los Caballeros de Guatemala.